# Tann (Rhön)
Pour les articles homonymes, voir Tann.
Tann (Rhön) est une municipalité allemande située dans le land de la Hesse et l'arrondissement de Fulda.